# Jedelienne
Jedelienne (arabe : جدليان) est une ville tunisienne rattachée au gouvernorat de Kasserine.
Chef-lieu de la délégation du même nom, elle est située au nord du gouvernorat, sur la délimitation avec le gouvernorat de Siliana.
Si, à l'instar de la plupart des délégations du gouvernorat, elle a enregistré une diminution de sa population entre 1994 et 2004, sa population urbaine s'est légèrement accrue en passant de 3 324 habitants en 1994 à 4 352 habitants en 2014.
La municipalité créée en 1990 a permis de faire passer le taux d'urbanisation de la délégation de 24,4 % à 30,2 %, mais l'infrastructure générale reste à améliorer puisque la ville ne compte pas à ce jour de structure de formation professionnelle, ni d'infrastructure sportive ou encore d'agence bancaire.

## Indicateurs
Quelques indicateurs, issus du recensement de 2004, et données fournies par les directions régionales permettent de se faire une idée du profil de la ville :
- Nombre de ménages : 757 ;
- Nombre de logements : 806 ;
- Eau potable : 100 % ;
- Desserte en électricité : 100 % ;
- Nombre de collèges : une (avec 753 élèves dont 45,28 % de filles)
- Nombre de lycées : une (avec 583 élèves dont 55,57 % de filles) ;
- Nombre de cabinets médicaux : une ;
- Nombre de pharmacies : une ;
- Infrastructures sanitaires : cinq centres de santé de base, avec deux médecins généralistes et un dentiste
- Jardin d'enfants : une ;
- Club d'enfants : une ;
- Bibliothèque publique : une (avec 88 sièges et 9 995 ouvrages) ;
- Maison de la culture : une (avec 198 sièges) ;
- Festival culturel : une (dix représentations) ;
- Logistique de transport : quatre louages et un taxi ;
- Entreprises de plus de dix employés : une employant quinze personnes.